# Ibrexafungerp
Ibrexafungerp ist eine antimykotisch wirksame chemische Verbindung. Im Juni 2021 wurde sie in den USA unter dem Namen Brexafemme (Hersteller: Scynexis) zugelassen zur oralen Behandlung der Vulvovaginalcandidose (Hefepilzinfektion der Scheide und Vulva).
Pharmakologisch gehört der Wirkstoff zu den Glucansynthase-Hemmern. Er wirkt fungizid („pilzabtötend“).

## Eigenschaften
Ibrexafungerp ist ein triterpenoider Glucansynthase-Hemmer und ein halbsynthetischer Abkömmling des natürlich vorkommenden antimykotisch wirksamen Enfumafungins. Das Wirkspektrum umfasst insbesondere Candida ssp., darunter auch die meisten gegen Fluconazol resistenten Formen.
Anders als die Echinocandine Caspofungin, Micafungin und Anidulafungin, die ebenfalls die Glucansynthase hemmen und intravenös gegeben werden müssen, ist Ibrexafungerp  oral bioverfügbar.
Pharmazeutisch eingesetzt wird der Wirkstoff als Salz der Citronensäure, Ibrexafungerpcitrat.

## Wirkungsmechanismus
Ibrexafungerp hemmt die Glucansynthase, ein Enzym, das an der Bildung von 1,3-β-D-Glucan beteiligt ist. 1,3-β-D-Glucan ist ein wesentlicher Bestandteil der Zellwand von Pilzen, die aus Chitin und anderen Polysacchariden besteht. Humane Zellen haben keine derartige Zellwand und somit auch keine Glucansynthase.
Die Aktivität von Ibrexafungerp gegen Candida ist konzentrationsabhängig und wurde  durch Time-Kill-Studien gemessen. Die antimykotische Aktivität erwies sich in vitro bei einem pH-Wert von 4,5 (dem normalen vaginalen pH-Wert) als stabil.
In-vitro-Studien haben keine Wechselwirkungen zwischen Ibrexafungerp und Azol-Antimykotika oder Echinocandinen gezeigt.

## Therapeutische Verwendung

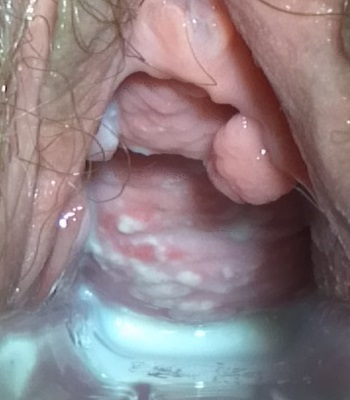
Vulvovaginalcandidose

Ibrexafungerp ist angezeigt zur Behandlung der vulvovaginalen Candidiasis (VVC) bei erwachsenen Frauen und bei Mädchen nach der Menarche. Die Behandlung besteht aus zwei Dosen, die innerhalb eines Tages mit einem Abstand von 12 Stunden eingenommen werden (zweimal zwei Tabletten an einem Tag).

### Nebenwirkungen und Anwendungsbeschränkungen
Häufigste Nebenwirkungen waren Durchfall, Übelkeit, Bauchschmerzen, Benommenheit und Erbrechen.
In der Schwangerschaft ist Ibrexafungerp kontraindiziert.

### Studien
Schlüsselstudien für die Zulassung waren zwei Phase-III-Studien, VANISH-303 und VANISH-306, mit insgesamt über 500 Patientinnen.